# Европейска зелена партия
Европейската зелена партия („Европейските зелени“ или „ЕЗП“) е лява европейска политическа партия, играеща ролята на федерация на партии от страните – членки на Европейския съюз, изповядващи зелени политики и ценности. Тя е четвъртата по големина партийна фамилия в Европа. Притежава относително слабо влияние в новите демокрации, но все пак има значително голямо влияние в по-голямата част от държавите в ЕС.
Европейската зелена партия е транснационална политическа партия. Най-важните органи са Съвет от 120 представители и Комитет от 9 члена. Партийните членове осъществяват ефективен контрол върху парламентарните представители и партийното ръководство. За да се избегне възможността от диктат на ръководството, партията има не един, а двама съпредседатели, които се сменят през определен период от време.
Европейската зелена партия има обща парламентарна група в Европейския парламент с Европейския свободен алианс и образуват Група на Зелените/ Европейски свободен алианс (Европейският свободен алианс се състои от партии, представляващи „бездържавните нации“. Тези партии изповядват регионализма и гражданския национализъм и са лявоцентристки). Стремежът на тази политическа група е да преориентира ЕС от икономическата насоченост към социални, културни и екологични ценности. Групата е създадена през юли 1999 г.

## История
През 1984 г. се основава „Европейска координация на Зелените партии“. През 1993 г. се преименува на „Европейска федерация на Зелените партии“. На 22 февруари 2004 г. на Четвъртия конгрес на Европейската федерация на зелените партии в Рим, посетен от над 1000 делегата, тя става „Европейска зелена партия“. ЕЗП включва 37 пълноправни партии от 34 страни.

## Политики
Европейските зелени отстояват основните принципи на зелената политика, като екологична отговорност, свобода на личността, демокрация (включваща), уважение към различията, социална справедливост, полово равенство, глобално устойчиво развитие и ненасилие.
Зелените са известни като поддръжници на интернет свободите и противници на твърде засилената защита на интелектуалната собственост, като са особено активни в противопоставянето си срещу софтуерните патенти в Европейския палрламент.
Зелените партии опитват да привличат избиратели на евроизборите, като им показват, че екологичните проблеми могат да се решат по-успешно на европейско равнище.

## Представяне в институциите на ЕС
| Организация     | Институция                                 | Представители |
| --------------- | ------------------------------------------ | ------------- |
| Европейски съюз | Европейска комисия                         | 1 / 28        |
| Европейски съюз | Европейски съвет                           | 0 / 28        |
| Европейски съюз | Съвет на ЕС (участие в правителства)       | 8 / 28        |
| Европейски съюз | Европейски парламент                       | 52 / 751      |
|                 |                                            |               |
| Съвет на Европа | Парламентарна асамблея на Съвета на Европа | 3 / 318       |

## Партии-членки
| Държава        | Партия                                            | Места в ЕП | На национално ниво |
| -------------- | ------------------------------------------------- | ---------- | ------------------ |
| Албания        | Зелена партия на Албания                          | —          | 0                  |
| Андора         | Зелените от Андора                                | —          | 0                  |
| Австрия        | Зелените – Зелена алтернатива                     | 3          | 0                  |
| Белгия         | Зелено!                                           | 1          | 6                  |
| Белгия         | Еколо                                             | 1          | 6                  |
| България       | Зелено движение                                   | 0          | 0                  |
| Великобритания | Зелена партия на Англия и Уелс                    | 3          | 1                  |
| Великобритания | Зелена партия на Северна Ирландия                 | 0          | 0                  |
| Великобритания | Шотландска зелена партия                          | 0          | 0                  |
| Германия       | Съюз 90/Зелените                                  | 11         | 67                 |
| Грузия         | Зелена партия на Грузия                           | —          | 6                  |
| Гърция         | Еколози Зелени                                    | 0          | 2                  |
| Дания          | Социалистическа народна партия                    | 1          | 7                  |
| Естония        | Естонски зелени                                   | 0          | 0                  |
| Ирландия       | Зелена партия/Комхаонтас глас                     | 0          | 2                  |
| Испания        | Екуо                                              | 1          | 3                  |
| Испания        | Инициатива на Зелените в Каталуния                | 1          | 2                  |
| Италия         | Федерация на Зелените                             | 0          | 0                  |
| Италия         | Зелените (Южен Тирол, Италия)                     | 0          | 0                  |
| Кипър          | Движение на еколозите – гражданско сътрудничество‎ | 0          | 2                  |
| Латвия         | Латвийска зелена партия                           | 0          | 6                  |
| Литва          | Литовска зелена партия                            | 0          | 1                  |
| Люксембург     | Зелените (Люксембург)                             | 1          | 6                  |
| Малта          | Демократична алтернатива                          | 0          | 0                  |
| Молдова        | Партия на зелените еколози                        | —          | 0                  |
| Нидерландия    | Зелените (Нидерландия)                            | 0          | 0                  |
| Нидерландия    | Зелени леви                                       | 2          | 14                 |
| Норвегия       | Екологична партия „Зелените“ (Норвегия)           | —          | 1                  |
| Полша          | Зелените (Полша)                                  | 0          | 0                  |
| Португалия     | Партия на еколозите „Зелените“                    | 0          | 2                  |
| Румъния        | Зелена партия (Румъния)                           | 0          | 0                  |
| Словакия       | Зелена партия (Словакия)                          | 0          | 0                  |
| Словения       | Младежка партия – Европейски зелени               | 0          | 0                  |
| Украйна        | Партия на Зелените на Украйна                     | —          | 0                  |
| Унгария        | Политиката може да бъде различна                  | 1          | 8                  |
| Финландия      | Зелена лига                                       | 1          | 15                 |
| Франция        | Европа Екология Зелените                          | 6          | 1                  |
| Чехия          | Зелена партия (Чехия)                             | 0          | 0                  |
| Швейцария      | Зелена партия на Швейцария                        | —          | 11                 |
| Швеция         | Екологична партия „Зелените“ (Швеция)             | 4          | 16                 |